# انتشار داء الكلب
تحدث معظم الوفيات الناتجة عن السعار في قارتي آسيا وأفريقيا، هناك ما يقدر ب 55,000 حالة وفاة بشرية سنويا من داء الكلب في جميع أنحاء العالم. ساهم ترخيص تربية الكلاب والقتل الرحيم للكلاب الضالة، وغيرها من التدابير في القضاء على داء الكلب من المملكة المتحدة في أوائل القرن العشرين. وفي الآونة الأخيرة، وبعد استخدام تطعيمات واسعة النطاق للقطط والكلاب والقوارض فقد تم النجاح في مكافحة داء الكلب في كثير من البلدان المتقدمة.
داء الكلب هو مرض حيواني المنشأ، يسببه فيروس داء الكلب.وهذا الفيروس عضو في جنس الفيروسات الكلبية من عائلة الفيروسات الربدية، يعيش في مجموعة متنوعة متنوعة من الأنواع الحيوانية، بما في ذلك الخفافيش، والقرود، الراكون[ ؟ ] والثعالب والظربان والذئاب والقيوط، والكلاب، النمس، وابن عرس والقطط والماشية والحيوانات الأليفة، وخنزير الأرض، والدببة، والحيوانات آكلة اللحوم البرية.ومع ذلك، فإن الكلاب هي العائل الرئيسي في آسيا وأجزاء من أمريكا[ ؟ ]، وأجزاء كبيرة من أفريقيا. التطعيم الإجباري للحيوانات أقل فعالية في المناطق الريفية، وخاصة في البلدان النامية حيث قد تكون الحيوانات الأليفة من الممتلكات ولها امتداد مجتمعي فيصبح التخلص منها غير مقبول. يمكن إعطاء اللقاحات عن طريق الفم بشكل آمن للحيوانات البرية من خلال التطعم، وهو أسلوب بدأ على نطاق واسع في بلجيكا التي نجحت في خفض داء الكلب في المناطق الريفية من كندا وفرنسا والولايات المتحدة وأماكن أخرى. على سبيل المثال، في مونتريال يتم تناول الطعم بنجاح من قبل الراكون في منطقة حديقة جبل الملكي.

## آسيا
وتقدر الوفيات سنوياً في آسيا بنحو 31000 حالة وفاة بشرية بسبب داء الكلب،  الهند. مع الأغلبية - حوالي 20,000 - تتركز في الهند. والهند لديها أعلى معدل من داء الكلب البشري في العالم يرجع ذلك في المقام الأول إلى الكلاب الضالة. فبسبب انخفاض عدد النسور بسبب التسمم الحاد من قبل عقار ديكلوفيناك مضادة للالتهابات، فاصبحت جثث الحيوانات التي كان يستهلكها النسور متاحة للاستهلاك من قبل الكلاب الضالة، مما أدى إلى زيادة عدد الكلاب، وبالتالي وجود مجموعة أكبر ناقلة لفيروس داء الكلب. "/> وهناك سبب آخر لزيادة كبيرة في عدد الكلاب الضالة هو قانون 2001 الذي نهى عن قتل الكلاب.
في العديد من البلدان الآسيوية التي لا تزال لديها ارتفاع معدل انتشار داء الكلب، مثل فيتنام وتايلاند ينتقل الفيروس في المقام الأول من خلال الأنياب (في الكلاب الضالة وغيرها من أنواع الكلاب البرية). ويوجد مصدر آخر لداء الكلب في آسيا هو زيادة عدد الحيوانات الاليفة. في عام 2006 بدأت الصين تطبيق «سياسة كلب واحد» في بكين للسيطرة على المشكلة. جزيرة بالي في إندونيسيا بتمر بزيادة حادة في داء الكلب منذ عام 2008، الذي قتل نحو 78 البشر حتى أواخر سبتمبر 2010. على عكس المناطق التي يقطنها أغلبية مسلمة من إندونيسيا في بالي يتم الاحتفاظ العديد من الكلاب كحيوانات أليفة أو ضالة في المناطق السكنية. وتم بذل جهود مضنية لتطعيم الحيوانات الأليفة والحيوانات الضالة، وكذلك الإعدام الانتقائي لبعض الكلاب الضالة،  للسيطرة على تفشي المرض. كما أن بالي هو مقصد سياحي شهير، وينصح الزوار للنظر التطعيمات داء الكلب قبل الذهاب إلى هناك، إذا كان سيتم تعامل مباشر مع الحيوانات.

### إسرائيل
منذ عام 1948، تم الإبلاغ عن 29 قتيلا من داء الكلب في إسرائيل. وكانت الوفاة الأخيرة عام 2003، عندما تعرضت امرأة بدوية تبلغ من العمر 58 عاما للعض من قبل قط، وأصبحت مصابة بالمرض. لم تكن قد تلقت التطعيم وتوفيت في وقت لاحق.

### اليابان
حدث ارتفاع في داء الكلب في اليابان في منتصف 1920s، ولكن حملة تطعيم الكلب وزيادة السيطرة علي الكلب الضالة أدي الي الحد من المرض. صدر قانون مكافحة داء الكلب في عام 1950، وتم الإبلاغ عن  آخر الحالات البشرية والحيوانية في عام 1954 وعام 1957،  ويعتقد أن اليابان خالية من داء الكلب منذ عام 1957.
حدثت ثلاث حالات وفاة وافدة منذ ذلك الحين، الأول طالب جامعي والذي توفي في عام 1970، واثنين من الرجال المسنين الذين سافروا إلى الفلبين وتعرضوا للعض هناك من الكلاب المسعورة، ثم توفيا بعد عودتهما إلى اليابان.

## افريقيا
ما يقرب من 24,000 شخص يموتون سنويا في أفريقيا  بمعدل حوالي 23 لكل مليون نسمة.

### جنوب أفريقيا
يحدث في جنوب أفريقيا ما بين 10 و 30 حالة من داء الكلب البشري كل عام، وخاصة في المناطق الشمالية الشرقية من منطقة الكاب الشرقية، والمناطق الشرقية والجنوبية الشرقية من مبومالانجا، شمال ليمبوبو وكوازولو ناتال. الكلاب هي الناقل الأساسي (وخصوصا في شرق البلاد) لهذا المرض ولكن أيضا الحياة البرية، بما في ذلك الثعلب ذو أذنين الخفافيش، النمس الأصفر وابن آوى. معدل الوفيات ب 13 حالة سنويا خلال العقد 2001-2010  هو معدل ما يقرب من 0.26 لكل مليون نسمة. وهذا هو ما يقرب من 30 أضعاف المعدل في الولايات المتحدة، ولكن 1/90 من المتوسط الأفريقي.

## شمال أمريكا

### الولايات المتحدة الأمريكية
انخفضت الوفيات البشرية من داء الكلب بشكل كبير من أكثر من 100 سنويا في أوائل القرن العشرين إلى واحد أو اثنين سنويا في 1990s  العديد من الوفيات الأخيرة التي حدثت كانت بسبب التعرض خارج الولايات المتحدة. في عام 2013 تم الإبلاغ عن ثلاث حالات فقط من داء الكلب البشري.

### جنوب الولايات المتحدة
كان داء الكلب نادر في الولايات المتحدة خارج ولايات الجنوب، ولكن الراكون[ ؟ ] في منتصف المحيط الأطلسي وشمال شرق الولايات المتحدة بدأت تعاني من وباء داء الكلب منذ 1970s، الذي يتحرك الآن غربا إلى ولاية أوهايو.

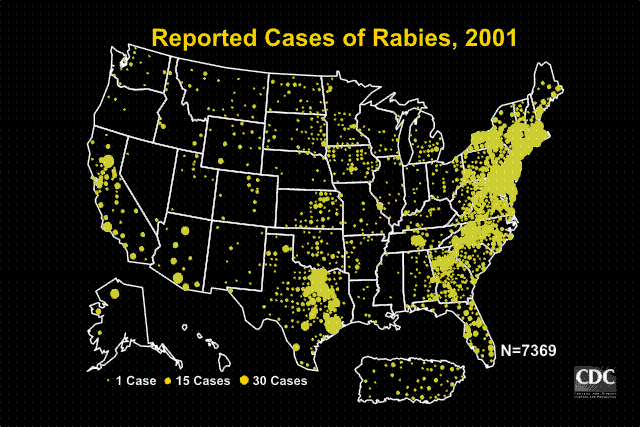
حالات داء السعار في الولايات المتحدة عام 2001.

تم التعرف على شبيه من الفيروس في الراكون في جنوب شرق الولايات المتحدة منذ 1950s، ويعتقد أنه سافر إلى الشمال الشرقي نتيجة الراكون المصابة من بين الذين تم صيدهم ونقلهم من الجنوب الشرقي إلى الشمال الشرقي من قبل صائدي الحيوانات من البشر محاولة لتجديد انخفاض عدد السكان الراكون شمال شرق البلاد. ونتيجة لذلك، أصبح سكان الحضر في هذه المناطق أكثر حذرا من غيرهم. وقد أصبح الافتراض الشائع أن أي راكون يُري نهاراً مصاب بالمرض. في هذه الحالة بالتأكيد يظهر سلوك معظم هذه الحيوانات نوع من المرض، ونستيطيع عن طريق تشريح الجثة التأكد من وجود داء الكلب. نتيجة لزيادة اليقظة أو فقط هو مجرد رد فعل تجنب الإنسان العادي أي حيوان آخر غير مألوف عادة مثل الراكون، لم يكن هناك سوى حالة واحدة موثقة من داء الكلب البشري نتيجة لهذا النوع من العدوي.

### وسط غرب الولايات المتحدة

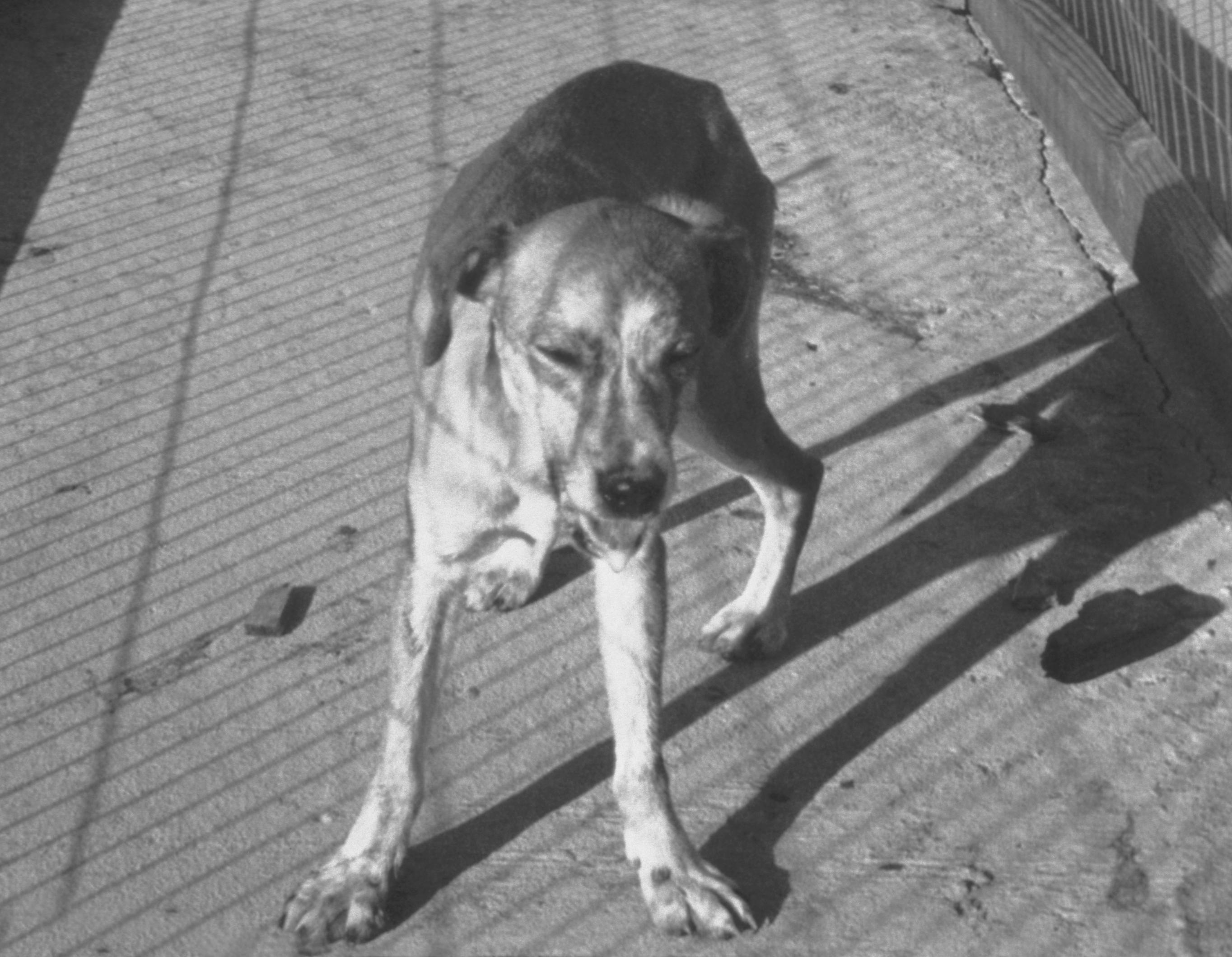
كلب مصاب بداء السعار بلعاب يريق من فمه.

مثلت الظربان في وسط غرب الولايات المتحدة العامل الرئيسسي في نقل داء السُعار حيث مثلت 134 حالة من ضمن 137 حالة إصابة غير بشرية في عام 1996. وبالرغم من ذلك فإن معظم الحالات البشرية المصابة فهي بسبب الخفافيش. وقد تم تحديد 19 حالة من بين اثنتين وعشرين حالة من حالات داء الكلب البشري الموثقة في الولايات المتحدة بين عامي 1980 و 1997 ناتجة عن الخفافيش. وفي كثير من الحالات لا يدرك الضحايا حتى أنهم تعرضوا للعض من الخفافيش، مفترضين أن الثقب الصغير وجد بعد أن كانت بسبب لدغة حشرة أو عنكبوت، وفي بعض الحالات لا يمكن العثور على أي جرح على الإطلاق. مما أدي إالي فرضية انتقال العدوي عن طريق الهواء المحمول من محيط الخفافيش. فعلى سبيل المثال، حذرت مراكز مكافحة الأمراض والوقاية منها في 9 أيار / مايو 1997 من أن امرأة توفيت في تشرين الأول / أكتوبر 1996 في مقاطعة كمبرلاند في كنتاكي ورجل توفي في كانون الأول / ديسمبر 1996 في مقاطعة ميسولا بمونتانا مصابين بسلالة داء الكلب ناتجة عن الخفافيش ذات الشعر الفضي. على الرغم من أن الخفافيش عثر عليها تعيش في مدخنة منزل المرأة وبالقرب من مكان عمل الرجل، إلا أنه لم يمكن لأي ضحية أن تتذكر وجود أي اتصال مباشر معها. وأدت تقارير مماثلة بين المتسلقين إلى مظاهرة تجريبية في الحيوانات. فنتج عن عدم القدرة علي التعرف علي العدوي إلي صعوبة علاجها علي عكس العدوي عن طريق الكلاب أو الراكون مما يؤدي إلي زيادة نسبة الوفيات نتيجة الخفافيش. في 7 سبتمبر / أيلول 2007، قال خبير داء الكلب الدكتور تشارلز روبريخت من مراكز مكافحة الأمراض والوقاية منها في الولايات المتحدة ومقرها أتلانتا أن داء الكلب الناتج عن عضة الكلاب اختفى من الولايات المتحدة. وأكد روبرتشت أن اختفاء سلالة الكلاب من فيروس داء الكلب في الولايات المتحدة لا يلغي الحاجة إلى تطعيم الكلاب ضد داء الكلب حيث يمكن للكلاب أن تصاب بالعدوى من التعرض للحياة البرية.

### أوروبا
صفنت عدة بلدان في أوروبا كولايات خالية من داء الكلب وهي النمسا والمملكة المتحدة وأيرلندا وبلجيكا وهولندا ولكسمبرغ وفرنسا وسويسرا والبرتغال وإيطاليا وإسبانيا واليونان ومالطة وألمانيا والدنمارك والنرويج والسويد وفنلندا، ولاتفيا، وإستونيا، وجمهورية التشيك، وأيسلندا.

#### أسبانيا
تم اكتشاف الحالة الأولى لداء الكلب في عام 1978 في مدينة توليدو وسط إسبانيا في 5 يونيو 2013. وقد تم استيراد الكلب من المغرب. لم يتم الإبلاغ عن أي وفيات بشرية بالرغم من عدد البالغين والأطفال الذي قد تم عضهم من قبل الحيوان.

#### ألمانيا
تم االعثور علي تسعة وفيات من داء الكلب في ألمانيا بين عامي 1981 و 2005. حالتان حدثت بسبب لدغات الحيوانات داخل ألمانيا (واحدة ناتجة عن ثعلب، والأخرى ناتجة عن كلب)، وتم العثور على أربعة مصابين عن طريق السفر للخارج. أمال في الحالات الثلاث المتبقية، كان المصدر زرع عضور من مانح توفي بسبب داء الكلب. وفي 28 أيلول / سبتمبر 2008، أعلنت المنظمة العالمية لصحة الحيوان أن ألمانيا خالية من داء الكلب.

#### إيرلندا
وفي عام 1897، تضمن قانون أمراض الحيوانات أحكاما لمنع انتشار داء الكلب في جميع أنحاء أيرلندا. لم يتم الإبلاغ عن أي حالات من السكان الأصليين منذ عام 1903. في عام 2009، تلقى أربعة أشخاص في دبلن تطعيم ضد داء الكلب بعد أن تم عضهم من قبل هريرة مستوردة، على الرغم من أن الفحص اللاحق للقط قد أسفر عن نتيجة سلبية لداء الكلب.

### المملكة المتحدة
وقد أعلنت المملكة المتحدة خالية من داء الكلب في عام 1902 ولكن حدث تفشي آخر بعد عام 1918 عندما قام الجنود العائدون من الحرب بتهريب الكلاب الرابدة إلى بريطانيا. تم القضاء علي المرض في وقت لاحق، وأعلنت بريطانيا خالية من داء الكلب في عام 1922 بعد تطبيق الحجر الصحي الإلزامي للكلاب. منذ عام 1902، كانت هناك 26 حالة وفاة في المملكة المتحدة من داء الكلب (باستثناء الخفافيش الأوروبية لفيروس ليساف 2 حالة نوقشت أدناه). حدثت حالة في عام 1902 قبل وقت قصير من استئصال داء الكلب من المملكة المتحدة، ولم تسجل أية تفاصيل عن حالة أخرى في عام 1919. ويعتقد أنها مصابة في جنوب أفريقيا، ربما من خدش من قبل كلب. Prior to this, the last reported human case of the disease in أيرلندا الشمالية was in 1938. The most recent case was a woman who died on 28 May 2012 in لندن after being bitten by a dog in South Asia. وقبل ذلك، كانت آخر حالة بشرية للإصابة بالمرض في أيرلندا الشمالية في عام 1938. آخر حالة كانت امرأة توفيت في 28 مايو 2012 في لندن بعد أن عضها كلب في جنوب آسيا. تم تشخيص فيروس يشبه داء الكلب، يسمى فيروس الخفافيش الأوروبي 2 في الخفافيش في عام 2003. في عام 2002، كانت هناك حالة قاتلة في معالج الخفافيش التي تنطوي على عدوى مع فيروس الخفافيش الأوروبي 2؛ ربما تم الحصول على العدوى من لدغة من الخفافيش في اسكتلندا. In 2002, there was a fatal case in a bat handler involving infection with European bat lyssavirus 2; infection was probably acquired from a bite from a bat in اسكتلندا.

#### بنلوكس
وقد تم إعلان هولندا خالية من داء الكلب منذ عام 1923، وصنف بلجيكا خالية من العدوي منذ عام 2008. حدثت حالات منفصلو من داء الكلب التي تشمل حيوانات أليفة مهربة بشكل غير قانوني من أفريقيا، فضلا عن الحيوانات المصابة التي تعبر الحدود الألمانية والفرنسية.

المناطق الخالية من داء السعار، طقبا لإحصائيات يناير 2006:
أستراليا، نيوزيلندا، سنغافورة، فيجي، غوام، هاواي, the المملكة المتحدة، Ireland، بلجيكا, the هولندا، النرويج، السويد، فنلندا، آيسلندا، اليابان, and تايوان/ROC.

### أوقيانوسيا
أستراليا خالية من داء الكلب. وحدثت وفاتين بشريتين مؤكدتين من المرض، في عامي 1987 و 1990. وقد تم التعاقد مع كلاهما في الخارج. وهناك أيضا تقرير عن حالة عام 1867. ويعتقد أن وصول داء الكلب إلي أستراليا من المرجح أن يكون بسبب انتشاره الواسع في الجار الأسترالي إندونيسيا.

## ولايات خالية من مرض داء الكلب
وقد أعلنت العديد من البلدان والأقاليم خالية من داء الكلب. ونشرت مراكز مكافحة الأمراض والوقاية منها القائمة التالية استنادا إلى البلدان والوحدات السياسية التي أبلغت عن عدم وجود حالات اصابة بداء الكلب من السكان الأصليين (باستثناء داء الكلب الناتج عن الخفافيش) خلال عام 2009.
- أفريقيا: الرأس الأخضر وليبيا وموريشيوس وريونيون وساو تومي وبرينسيبي وسيشيل
- الأمريكتان: برمودا وسانت بيير وميكلون وأنتيغوا وبربودا وأروبا وجزر البهاما وبربادوس وجزر كايمان ودومينيكا وغوادلوب وجامايكا ومارتينيك ومونتسيرات وجزر الأنتيل الهولندية وسانت كيتس (سانت كريستوفر) ونيفيس وسانت لوسيا والقديس مارتن، سانت فنسنت وجزر غرينادين، تركس[ ؟ ] وكايكوس، وجزر فيرجن (المملكة المتحدة والولايات المتحدة)
- آسيا والشرق الأوسط: هونغ كونغ، اليابان، الكويت، لبنان، قطر، سنغافورة، الإمارات العربية المتحدة.

تايوان (روك) فقدت تصنيفها الخالي من داء الكلب في يونيو 2013، بعد العثور على ثلاثة من البرية البادجرين إيجابية للفيروس.
فقدت ماليزيا تصنيفها الخالي من داء الكلب في سبتمبر / أيلول 2015، بعد تفشي داء الكلب في بيرليس وكيداه وبينانغ.
- أوروبا: النمسا وبلجيكا وقبرص والجمهورية التشيكية والدنمارك وفنلندا وجبل طارق واليونان وأيسلندا وأيرلندا وجزيرة مان ولوكسمبورغ وهولندا والنرويج والبرتغال وإسبانيا (باستثناء سبتة ومليلة) والسويد وسويسرا والمملكة المتحدة

أوقيانوسيا: أستراليا، جزر كوك، فيجي، بولينيزيا الفرنسية، غوام، هاواي، كيريباتي، ميكرونيزيا، كاليدونيا الجديدة، نيوزيلندا، جزر ماريانا الشمالية، بالاو، بابوا[ ؟ ] وغينيا الجديدة، ساموا، فانواتو.
نيوزيلندا وأستراليا لم يكن لديهم داء الكلب. ولم يبلغ عن داء الكلب أبدا في جزر كوك، وجيرزي في جزر القنال، والنرويج، وسانت فنسنت وجزر غرينادين، وفانواتو.